# Chapelle des Missions de Vichy
La chapelle des Missions, construite en 1929 et bénie le 19 juillet 1930, est une chapelle située à Vichy (Allier). Elle contient en son chœur une Vierge surmontée par le texte : « ô Marie conçue sans pêché, priez pour nous ». Il s'agit de Notre-Dame de la Médaille miraculeuse.
Cette chapelle remplace le premier cercle missionnaire de 1920, fondé par le Révérend Père Henri Watthé, missionnaire lazariste et situé non loin de là, à la place de l'actuel hôtel Ibis. Elle est rattachée à la Maison du Missionnaire pour les offices quotidiens et dominicaux. L'entrée principale se fait au 16 avenue Thermale, l'entrée secondaire par la rue du Moutiers. Des messes sont données tous les jours à 9 h, sauf le mardi, à 10 h, et le dimanche à 8 h 30 et 10 h 30.

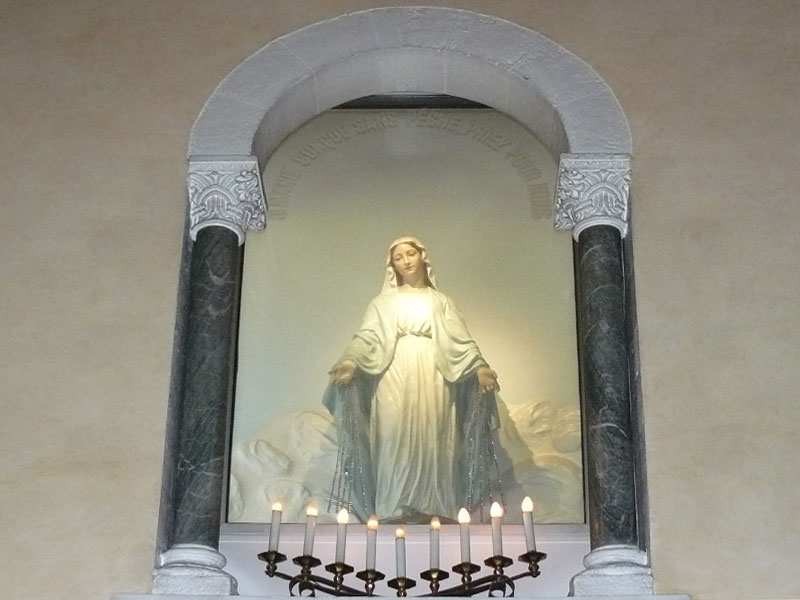
N.-D. de la Médaille miraculeuse